# Skovlund Sogn
Skovlund Sogn er et sogn i Varde Provsti (Ribe Stift).
Skovlund Kirke blev opført i 1972, og samme år blev Skovlund Sogn udskilt fra Ansager Sogn, som havde hørt til Øster Horne Herred i Ribe Amt. Ansager sognekommune blev ved kommunalreformen i 1970 delt mellem Ølgod Kommune og Grindsted Kommune, så Ølgod fik hovedparten med byerne Ansager og Skovlund. Ved strukturreformen i 2007 indgik Ølgod Kommune i Varde Kommune.
I sognet findes følgende autoriserede stednavne:
- Fårholt Bjerge (areal)
- Lund (bebyggelse, ejerlav)
- Lærkeholt (bebyggelse, ejerlav)
- Mølby (bebyggelse)
- Skovlund (bebyggelse, ejerlav)
- Store Lusbjerg (areal)
- Ålling (bebyggelse, ejerlav)
- Ålling Sø (vandareal)